# Se (sång)
Se, skriven av Östen Warnerbring, var bidraget som Karin Glenmark framförde i den svenska Melodifestivalen 1983. Där kom den på tredje plats.